# Linea Ohmi principale
La  linea Ohmi principale (近江鉄道本線線?, Ōmi Tetsudō hon-sen) delle Ferrovie Ohmi è una linea ferroviaria regionale di quasi 50 km a scartamento ridotto di 1067 mm che collega Maibara con Kōka correndo parallela al Tōkaidō Shinkansen fra Takamiya e Gokasho. La ferrovia è elettrificata a 1500 V in corrente continua ed è interamente a singolo binario.

## Servizi
Oltre che dai treni locali effettuanti tutte le fermate, la linea è utilizzata dai treni provenienti da Maibara e diretti sulle linee Yōkaichi e Taga. Per alcuni anni è stato anche effettuato un treno rapido mattutino da Kibukawa a Maibara, terminato nel marzo 2013.

## Stazioni
| Stazione            | Giapponese   | Distanza | Collegamenti                                                                       | Posizione  | Posizione |
| ------------------- | ------------ | -------- | ---------------------------------------------------------------------------------- | ---------- | --------- |
| Maibara             | 米原         | 0.0      | Tōkaidō Shinkansen Linea principale Tōkaidō Linea Biwako Linea principale Hokuriku | Maibara    | Shiga     |
| Fujitec-mae         | フジテック前 | 2.3      |                                                                                    | Hikone     | Shiga     |
| Toriimoto           | 鳥居本       | 3.4      |                                                                                    | Hikone     | Shiga     |
| Hikone              | 彦根         | 5.8      | Linea Biwako                                                                       | Hikone     | Shiga     |
| Hikone-Serikawa     | 彦根芹川     | 7.0      |                                                                                    | Hikone     | Shiga     |
| Hikoneguchi         | 彦根口       | 7.8      |                                                                                    | Hikone     | Shiga     |
| Takamiya            | 高宮         | 9.9      | Linea Ohmi Taga                                                                    | Hikone     | Shiga     |
| Amago               | 尼子         | 12.7     |                                                                                    | Kōra       | Shiga     |
| Toyosato            | 豊郷         | 15.0     |                                                                                    | Toyosato   | Shiga     |
| Echigawa            | 愛知川       | 17.9     |                                                                                    | Aishō      | Shiga     |
| Gokashō             | 五個荘       | 20.9     |                                                                                    | Higashiōmi | Shiga     |
| Kawabe-no-mori      | 河辺の森     | 23.0     |                                                                                    | Higashiōmi | Shiga     |
| Yōkaichi            | 八日市       | 25.3     | Linea Yōkaichi                                                                     | Higashiōmi | Shiga     |
| Nagatanino          | 長谷野       | 27.5     |                                                                                    | Higashiōmi | Shiga     |
| Daigaku-mae         | 大学前       | 28.4     |                                                                                    | Higashiōmi | Shiga     |
| Kyocera-mae         | 京セラ前     | 29.9     |                                                                                    | Higashiōmi | Shiga     |
| Sakuragawa          | 桜川         | 31.2     |                                                                                    | Higashiōmi | Shiga     |
| Asahi Ōtsuka        | 朝日大塚     | 32.8     |                                                                                    | Higashiōmi | Shiga     |
| Asahino             | 朝日野       | 35.2     |                                                                                    | Higashiōmi | Shiga     |
| Hino                | 日野         | 37.8     |                                                                                    | Hino       | Shiga     |
| Minakuchi Matsuo    | 水口松尾     | 42.7     |                                                                                    | Kōka       | Shiga     |
| Minakuchi           | 水口         | 43.8     |                                                                                    | Kōka       | Shiga     |
| Minakuchi Ishibashi | 水口石橋     | 44.4     |                                                                                    | Kōka       | Shiga     |
| Minakuchi Jōnan     | 水口城南     | 45.1     |                                                                                    | Kōka       | Shiga     |
| Kibukawa            | 貴生川       | 47.7     | Linea Kusatsu Ferrovia Shigaraki Kōgen                                             | Kōka       | Shiga     |